# Arction Ltd
Arction Ltd — компания, специализирующаяся на разработке высокопроизводительных компонентов для визуализации данных. Компания была основана в Финляндии, в городе Куопио, в 2007 году. Клиентами компании являются как коммерческие организации (Intel, Toyota, Samsung и другие), так и государственные учреждения.
Ключевой продукт компании Arction — компонентная библиотека для визуализации данных LightningChart, являющаяся расширением для Microsoft Visual Studio. LightningChart используется разработчиками для создания конечного программного обеспечения на платформах WPF и Windows Forms. Библиотека содержит широкий спектр 2D и 3D графиков, а также других инструментов визуализации данных.
Известный своей высокой производительностью, LightningChart продемонстрировал способность отображать на графике более миллиарда точек в режиме реального времени. Разработчики из 36 различных индустрий используют компоненты LightningChart в своих ПО для визуализации больших объёмов данных.
Также Arction бесплатно предоставляет радиальные датчики для WPF и Silverlight.